# Kadoka
Kadoka è un comune (city) degli Stati Uniti d'America e capoluogo della contea di Jackson nello Stato del Dakota del Sud. La popolazione era di 654 persone al censimento del 2010.

## Geografia fisica
Kadoka è situata a 43°50′07″N 101°30′44″W (43.835290, -101.512333).
Secondo lo United States Census Bureau, ha un'area totale di 2,32 miglia quadrate (6,01 km²).

## Storia
Kadoka ha avuto il suo inizio nel 1906 quando la Chicago, Milwaukee, St. Paul and Pacific Railroad fu estesa fino a quel punto. La città fu designata come capoluogo della neonata contea di Jackson nel 1915.

## Società

### Evoluzione demografica
Secondo il censimento del 2010, c'erano 654 persone.

### Etnie e minoranze straniere
Secondo il censimento del 2010, la composizione etnica della città era formata dall'81,2% di bianchi, lo 0,5% di afroamericani, il 13,3% di nativi americani, e il 5,0% di due o più etnie. Ispanici o latinos di qualunque razza erano lo 0,2% della popolazione.